# Maison des adolescents
Les Maisons des adolescents (MDA) sont en France des structures d'accueil et de soins destinées aux adolescents, qui se développent depuis la Conférence sur la famille de 2004. Les MDA accueillent les 11- 25 ans ainsi que leurs familles pour apporter une réponse aux souffrances liées à l’adolescence (décrochage scolaire, questionnement lié à la sexualité, aux addictions...).
Les MDA s’adressent aussi aux professionnels. Elles les accueillent et les réunissent pour échanger sur des situations individuelles. Enfin, de manière plus globale, les MDA peuvent contribuer à sensibiliser les professionnels sur les problématiques de l'adolescence.

## Historique
La première Maison des adolescents est créée au Havre (Seine-Maritime), en 1999, sous l’impulsion de l’équipe du docteur Alain Fuseau[réf. nécessaire].
En 2002, dans son rapport intitulé Les Maisons des adolescents, pourquoi ? comment ?, la défenseure des enfants, Claire Brisset recommande au président de la République Jacques Chirac et au gouvernement de généraliser les Maisons des adolescents sur le territoire français.
Le 18 octobre 2003, pour répondre à l’appel lancé par Jacques Chirac, des politiques et des professionnels se réunissent à la Sorbonne à l’occasion des Rencontres nationales de l’adolescence, et décident de créer des lieux destinés à l’accueil et aux soins des adolescents.
Les débats lors de ces rencontres conduisent à l'installation le 12 novembre 2003 de différents groupes de travail interministériels, dont les travaux sont synthétisés lors de la grande Conférence sur la famille en 2004. Un des groupes de travail présidé par Marcel Rufo a proposé, lors de cette conférence, d'améliorer la diversité des structures d'accueil des adolescents et de créer des MDA . À l’issue de cette conférence, le gouvernement lance un Programme national de soutien aux MDA (2005-2010) dont l’objectif est de créer des structures de proximité spécialisées dans l’accueil, l’écoute et l’accompagnement des jeunes en difficulté. Ce programme prévoit de créer une MDA dans chaque département. Ce programme national de soutien aux MDA est alors inscrit dans le plan Psychiatrie et Santé mentale (2005-2008) dont le financement est assuré à la fois par l'État, l'assurance maladie et la fondation Hôpitaux de Paris-hôpitaux de France.
En janvier 2005, la délégation interministérielle de la famille publie le premier cahier des charges nationale des MDA, annexé à la lettre-circulaire du 4 janvier 2005 du ministre des Solidarités, de la Santé et de la Famille. Ce cahier des charges fixe les objectifs généraux des MDA et leurs conditions de création.
En 2007, la Défenseure des enfants, Dominique Versini, demande dans son rapport intitulé Adolescents en souffrance, plaidoyer pour une véritable prise en charge d’accélérer la mise en place des MDA et plaide pour la création d’une fédération des MDA.
Le 27 février 2008, le plan « Santé des jeunes », présenté par Roselyne Bachelot, alors ministre de la Santé, de la Jeunesse et des Sports, prévoit d’ici 2010 d’installer une MDA, dans chaque département, et ce en priorité dans les quartiers dits « populaires ».
En octobre 2008, l’Association nationale des Maisons des adolescents (ANMDA) est créée, à Caen (Calvados), lors des troisièmes Journées nationales des Maisons des adolescents avec, pour premier  président, le docteur Alain Fuseau.
En 2011, l’« enquête Flash » réalisée par la Direction générale de la Cohésion sociale (DGCS) et la Direction générale de l'Offre de soins (DGOS) pointe les départements qui ne sont pas dotés de MDA ; cette enquête est réalisée à la demande de la ministre des Affaires sociales et de la Santé.
En novembre 2016, un nouveau cahier des charges est défini, point de départ aux MDA de deuxième génération. Ce nouveau cahier des charges fait suite aux recommandations formulées par le rapport intitulé Bien-être et santé des jeunes de Marie-Rose Moro, professeur de psychiatrie de l’enfant et de l’adolescent, et Jean-Louis Brison, inspecteur d’académie. Ce nouveau cahier des charges est en annexe de la circulaire du 28 novembre 2016 et tient compte de l’organisation de la santé mentale et de la psychiatrie fixées par la loi de modernisation de notre système de santé du 26 janvier 2016. Il consolide la place du dispositif des MDA dans la prise en charge des jeunes en s’implantant dans des lieux clairement identifiables et accessibles aux populations. Les MDA tiennent également une place centrale dans la mise en œuvre du plan d’action en faveur de la santé et du bien-être des jeunes (2016-2020) lancé par le président de la République François Hollande.

## Les missions et objectifs
De façon générale, les MDA sont des lieux ressources où les jeunes en difficultés peuvent bénéficier d’une écoute spécialisée, d’un accompagnement et d’une orientation vers des dispositifs spécifiques.
L’accueil dans les MDA est gratuit et  anonyme si le jeune en formule la demande. Les échanges entre celui-ci et les professionnels des MDA sont confidentiels, même s’il est mineur, de manière à installer un climat de confiance en particulier sur les problématiques relatives à son état de santé (IVG, contraception, addictions...).
Les missions et objectifs des MDA peuvent varier d’un territoire à un autre car elles sont définies en fonction :
- des spécificités du territoire sur lequel la MDA intervient[2],
- selon le cahier des charges des Maisons des adolescents de 2005, repris en 2009, et actualisé en 2016 (à la suite du rapport Bien-être et santé des jeunes remis en 2016 par Marie Rose Moro, professeure de psychiatrie de l’enfant et de l’adolescent, et l'inspecteur d'académie Jean-Louis Brison au président François Hollande). Répondre au cadre fixé par le cahier des charges est indispensable que les MDA bénéficient d’une aide d’État[9].

## Les activités
Le parcours « type » d’un jeune au sein d’une MDA repose sur un entretien d’accueil, puis sur l’élaboration d’un projet thérapeutique, et enfin sur la prise en charge thérapeutique. Des actions collectives (ateliers de prévention) sont également organisées à une échelle plus large.

### L’accueil
Il permet d’évaluer les problématiques rencontrées par le jeune. Lors de ce premier contact, le professionnel explique le fonctionnement de la MDA. D’autres entretiens peuvent être mis en place afin de mieux cerner les difficultés de l’adolescent.

### Le soin
Un projet thérapeutique est mis en place et est validé par les professionnels de la MDA. Les soins sont réalisés au sein de la MDA et/ou dans les structures partenaires de la MDA.

### L’accompagnement
Il est réalisé au cours de la prise en charge thérapeutique. L’objectif est de développer l’autonomie de l’adolescent en lui fournissant des outils afin qu’il devienne acteur de sa prise en charge.

### La prévention
Les MDA mènent des actions de prévention en lien avec les besoins identifiés sur le territoire. Ces actions sont en rapport avec la santé et le bien-être collectif. Elles s’appuient sur des outils ludiques : groupes de parole, ciné-débat, jeux de rôles.

### Projets et expérimentation
Les MDA peuvent répondre à des appels à projet et participer à des expérimentations (par exemple, la  mise en place d’une Maison des adolescents mobile).

## Pilotage
Le pilotage des MDA est assuré par les Agences régionale de santé (ARS). Elles attribuent aux MDA un financement en fonction de la conformité des actions de la MDA avec le cahier des charges défini en 2016.
Pour piloter les MDA, les ARS collaborent avec les collectivités locales, l'Association nationale des Maisons des adolescents (ANMDA) et d’autres partenaires institutionnels.

## Statut juridique
Les MDA ont des formes juridiques variées ; elles peuvent adopter le statut d’association loi de 1901, de groupement de coopération sociale et médico-sociale (GCSMS), d’un groupement d'intérêt public (GIP), ou faire partie groupement hospitalier de territoire (GHT).
Les MDA sont :
- le plus souvent abritées par des établissements publics de santé ou par des établissements privés de santé à but non lucratif qui leur attribuent des moyens humains et financiers,
- mises en place et financées par un conseil départemental[15].

## L'organisation
Les MDA sont localisées à proximité des centres-villes. Leurs implantations géographiques doivent en faciliter l’accès. En général, les locaux des MDA sont distincts de ceux des hôpitaux. Les horaires d’ouverture sont variables d’une MDA à une autre mais ils doivent être adaptés au public visé.

## Publics

### Les adolescents
Les usagers des MDA sont les adolescents de 11 à 25 ans rencontrant des difficultés.
L’ANMDA propose une classification des motifs et des recours aux MDA :
- problématiques liées à la vie de famille : violences, disputes, difficultés avec l’autorité des parents…

- problématiques liées à la vie en milieu scolaire et à la vie en milieu professionnel : troubles de l’apprentissage, comportement, harcèlement, décrochage, déscolarisation, problème lié à l’orientation professionnelle…

- problématiques liées à la vie sociale et affective : difficultés d’accès aux droits, difficultés relationnelles…

- problématiques liées à la santé somatique et psychique : addictions, comportements alimentaires, contraception, mal-être[18]…

### Autres publics
De manière large, les usagers des MDA sont également tous les jeunes d’un territoire, les parents d’adolescents, les professionnels en contact avec les adolescents, les professionnels des organisations partenaires des MDA.

## Les partenaires

### Des partenaires pour accompagner et orienter les adolescents et les parents d’adolescents
Les MDA travaillent avec de nombreux partenaires :
- les professionnels de santé, les consultations jeunes consommateurs et les travailleurs sociaux pour la prise en charge médicale, sociale et psychologique,
- les Points d’accueil écoute jeunes (PAEJ) et les Espaces santé jeunes pour prévenir les conduites à risques[20]
- les personnels de l’Éducation nationale dans le cadre de la prévention du décrochage scolaire,
- les comités départementaux d'éducation à la santé et à la citoyenneté,
- la Protection judiciaire de la jeunesse,
- l’Aide sociale à l’enfance
- les collectivités locales[15].

### Des partenaires pour mettre en œuvre les missions des MDA
À l’échelle départementale, les MDA et leurs réseaux de partenaires se réunissent de façon ponctuelle afin de mener une réflexion autour de l’amélioration de la prise en charge des adolescents.
Ces réflexions permettent de définir des axes communs de travail et des stratégies en matière de prévention.

### Les partenaires dans le cadre de la territorialisation des politiques de santé
Les MDA sont amenées à travailler en partenariat avec les villes et participent, dans ce cadre, à la construction des politiques locales de santé (contrat local de santé) ; pour cela, les MDA sont associées aux Ateliers santé villes (ASV).
Dans le champ de la santé mentale, les MDA élaborent, avec le conseil local de Santé mentale, le contrat local de santé mentale.
De même, elles peuvent être associées aux communautés professionnelles territoriales de santé (CPTS) et contribuer aux contrats territoriaux de santé.
Au niveau régional, les MDA sont des interlocuteurs des ARS et sont impliquées dans la rédaction du projet régional de santé .

## Les personnels
La composition des équipes travaillant au sein des MDA varie d’un département à un autre.
De manière générale, les MDA sont composées d’équipes pluri-disciplinaires relevant du secteur médico-social (ex. médecin psychiatre ou pédopsychiatre, infirmier, psychologue, éducateur spécialisé, assistant de service social…). D’autres professionnels peuvent être associés aux équipes en fonction des moyens attribués (médecins spécialisés par exemple gynécologues). Des professionnels extérieurs peuvent intervenir de façon ponctuelle dans les MDA (conseil d’orientation et psychologue, enseignant spécialisé, diététicien, défenseur des droits notamment).
Inversement, les professionnels travaillant dans les MDA peuvent être mis à disposition par un centre hospitalier, un centre de santé mentale, une association, la protection judiciaire de la jeunesse…

## Financement
Le financement est assuré par l’ARS, les collectivités locales et des contributions de fondations.

### Thèmes connexes
- Santé, santé publique
- Adolescence, crise d’adolescence
- Parentalité